# Rauschenthal
Das Doppeldorf Rauschenthal besteht aus den Siedlungen Unterrauschenthal und Oberrauschenthal und ist ein Ortsteil der Stadt Waldheim im sächsischen Landkreis Mittelsachsen.

## Lage
Beide Orte liegen südlich von Waldheim etwa in der Mitte des Städtedreiecks Chemnitz-Dresden-Leipzig. Die Zschopau fließt direkt östlich an Unterrauschenthal vorbei, während sich Oberrauschenthal am Hang oberhalb befindet. Die Ortslage ist auf Straßen v. a. von Kriebethal, d. h. von Süden aus, erreichbar. Diese Straße führt weiter nach Neuschönberg und Heiligenborn. Gegründet wurde Rauschenthal als Häuslerdorf.

## Geschichte
In der Geschichte wurde Rauschenthal meist als ein Ort bezeichnet. So auch bei der erstmaligen Erwähnung Ruschental im Jahr 1361. Spätere Nennungen sind Ruschental (1465), Rauschenthal (1551) sowie Rauschenthal (Ober- u. Unter-) (1875). 1551, 1696 und 1764 gehörte der Ort zum Rittergut Kriebstein und entsprechend seiner Lage zum Amt Rochlitz, dem Gerichtsamt Waldheim und der Amtshauptmannschaft wie dem Landkreis Döbeln, bis dieser 2008 im heutigen Kreis aufging. Rauschenthal war nach Reinsdorf gepfarrt. Gemeinsam mit Heiligenborn wurde der Ort 1973 nach Waldheim eingemeindet, wo er heute kein offizieller Ortsteil und auch kein Teil einer der beiden Ortschaften mehr ist.
| Jahr      | 1764      | 1834 | 1871 | 1890 |
| --------- | --------- | ---- | ---- | ---- |
| Einwohner | 7 Gärtner | 57   | 78   | 139  |

## Sehenswürdigkeiten
- Rauschenthalbahn mit Bahnhof in Unterrauschenthal

## Belege
1. 1 2  Rauschenthal (Ober-, Unter-) – HOV | ISGV. Abgerufen am 28. März 2024.